# Martilapu
A martilapu (Tussilago farfara) az őszirózsafélék családjába tartozó, kora tavasszal, még levéltelen állapotban sárgán virító, nagy levelű gyógynövény. A légzőszervi betegségek kezelésénél alkalmazzák.

## Élőhelye, elterjedése
Vízpartok, nedves rétek, árokpartok az élőhelyei. A laza, nedves, anyagos, meszes, kavicsos, törmelékes talajt kedveli.
Elterjedt egész Európában, Ázsia mérsékelt éghajlatú területein és Észak-Afrikában. Szintén közönséges növény Észak- és Dél-Amerikában, ahova feltehetően a telepesek hurcolták be gyógynövényként Európából. A növény gyakran megtalálható bolygatott helyeken (hulladéklerakók, utak mentén). Egyes országokban invazív fajként tartják számon. Magyarországon elterjedt, gyakori növény.

## Megjelenése
Évelő növény. Minden száron vöröses pikkelyek, és egyetlen virág található, mely kinyílás előtt a föld felé hajlik.
A tőlevelek szívesek, öblösen karéjosak a fonákukon molyhos, fehér színű szőrzettel. A termések barna színűek, rajtuk hosszú, selymes, ezüstös szálak találhatóak.
Virágzás ideje: márciustól májusig.

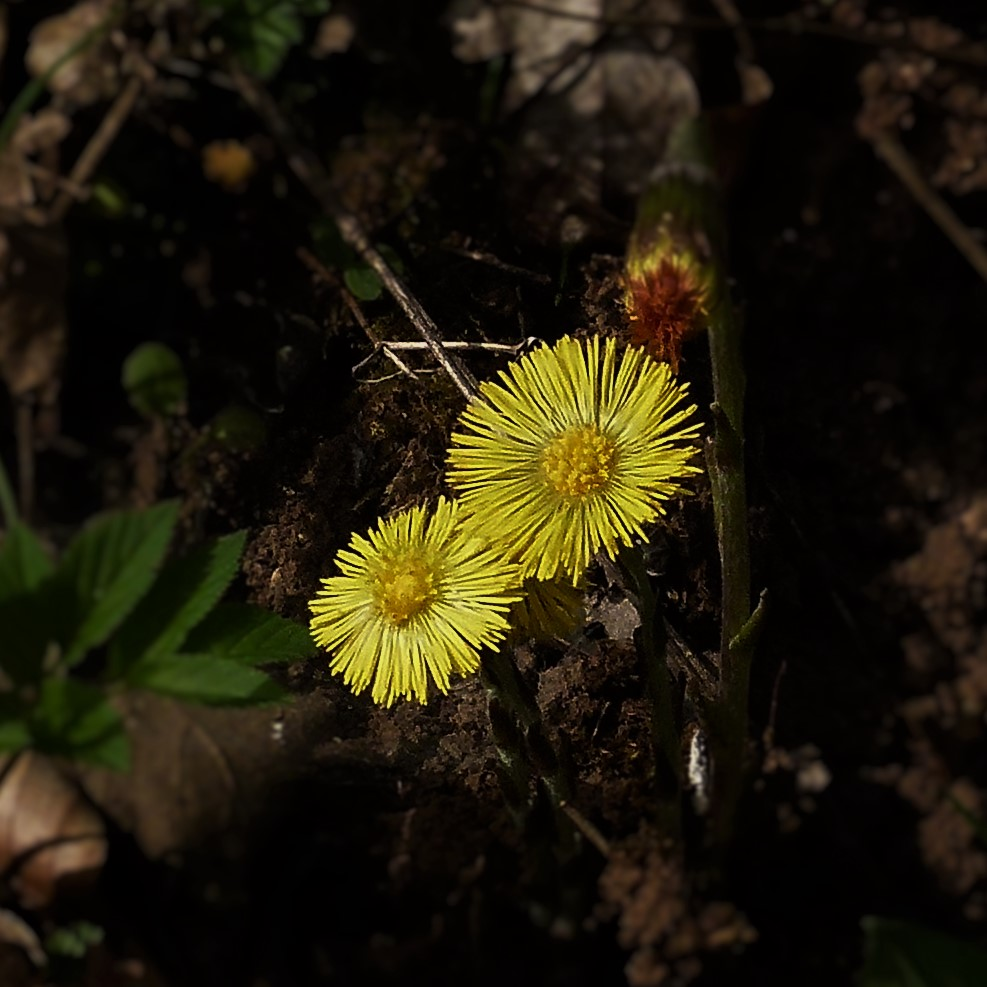
A martilapu tavaszi virága
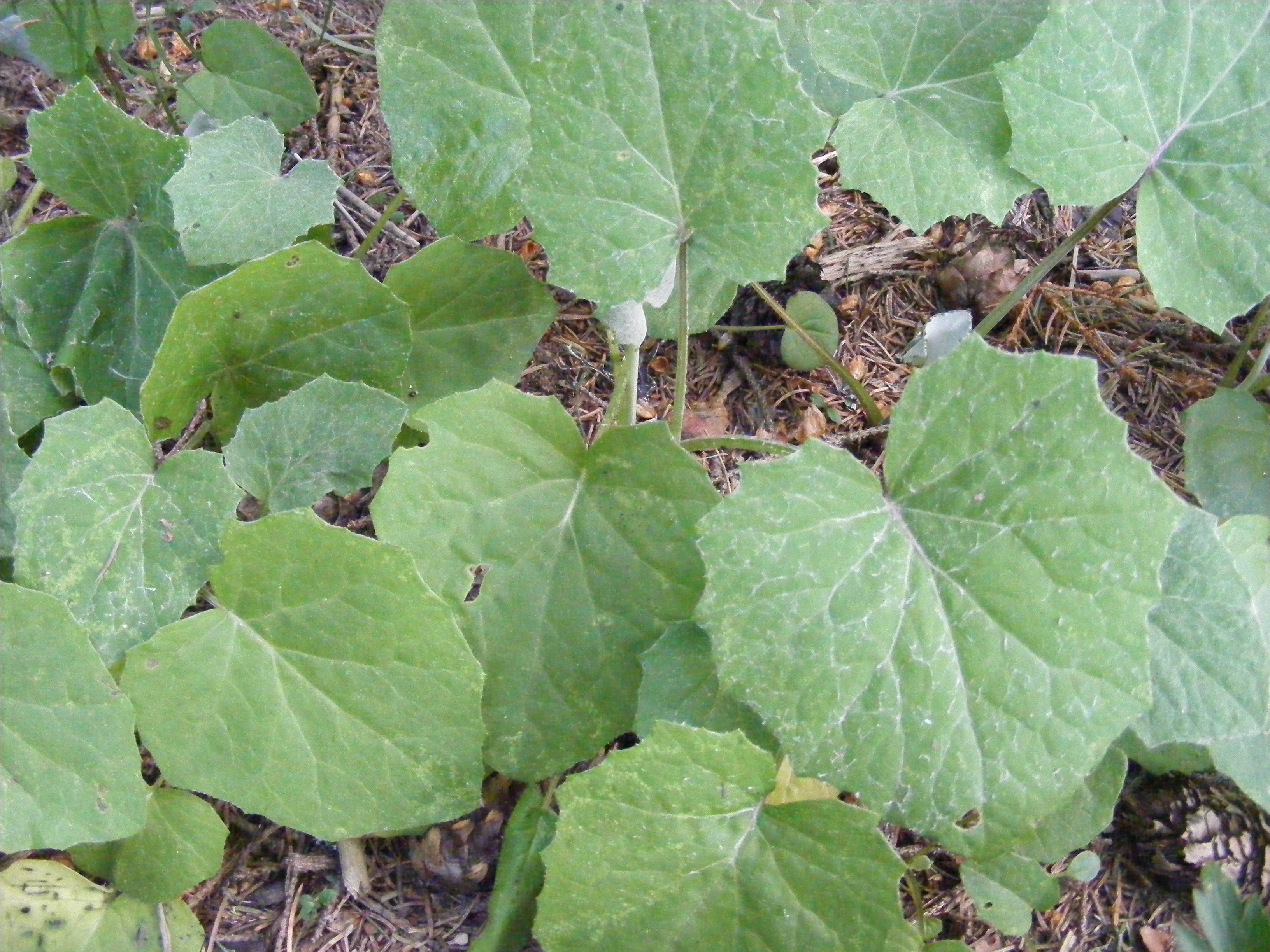
A martilapu levelei

## Alkalmazása
A növény pirrolizidin alkaloidokat tartalmaz, amelyek bizonyítottan mérgezők a máj számára. Szerepel az OGYÉI tiltólistáján is.

### Belsőleg
A martilapulevél (Farfarae folium) forrázata belsőleg befedi és védi a gyulladt nyálkahártyát (bevonószer), csökkenti a köhögési ingert. Légúti gyulladásoknál a sűrűbb váladékot fellazítja, megkönnyíti a köhögést.
Napi dózisa 4-6 g; ebből hideg vagy langyos vizes áztatással készítsünk kivonatot. Egy hónapnál tovább ne alkalmazzuk folyamatosan. Várandós vagy szoptatós anyák nem fogyaszthatják.

### Külsőleg
Fejfájás ellen, duzzadt lábra a kifejlett leveleket a bolyhos oldalukkal borítsuk a kezelendő területre, gyakran érdemes cserélni.
Külső gyulladásokra, fekélyekre az összezúzott levelek, vagy erős főzetük használható.
Martilapu ellenjavallat: Várandós és szoptató nők, alkoholisták, májbetegek ne használják! Használata ellentmondásos, van ahol alkalmazzák, másutt betiltották.

## A martilapu a kultúrában
Népies nevei: farkastalpfű, kereklapu, körömfű, körömlapu, lókörmű szattyán, lókörmű szattyu, lóköröműfű, mostohalapu, partilapu, podbál, szamárköröm, szamárlapu, szattyú, tyúkvirág, vajkapu.
Neve latinul (Tussilago) körülbelül annyit jelent hogy „köhögést elűző” (tussis ago).
A népi gyógyászatban a levelét pipába tömve füstölését javasolják az asztmásoknak görcsös köhögés ellen. Ezt a módszert már az ókori görögök is ismerték, Hippokratész is javasolta.